# Уилкинс (аэродром)
Уилкинс (англ. Wilkins Runway) — аэродром, расположенный в Восточной части Антарктиды в 65 км от побережья Южного океана недалеко от восточной окраины моря Моусона. Назван в честь австралийского летчика-полярника Хьюберта Уилкинса, который первым совершил полёт над Антарктикой.
Имеется одна взлётно-посадочная полоса длиной 4000 метров с жёстким ледовым покрытием.

## Строительство
Строительство взлётно-посадочной полосы в Австралийских антарктических территориях планировалось ещё в 1950-х годах. Однако в силу материально-технических, политических и экологических проблем постоянно откладывалось.
Строительство ВПП началось только в 2005 году. Место было выбрано на Верхнем леднике Петерсона (англ. Upper Peterson Glacier), который имеет толщину около 700 м и движется со скоростью около 12 м в год. На реализацию проекта потребовалось 46,3 млн $ AUD.

## Использование
Первый полёт планировался ещё в декабре 2007 года, однако для обеспечения регулярных перевозок Австралийское Управление по надзору за безопасностью гражданских авиаперелётов выдвинуло жёсткие требования по техническому обеспечению полётов к авиакомпании Skytraders. Кроме того, власти потребовали от авиаперевозчика совместить доставку пассажиров и грузов на базу Кейси с наблюдением за японскими китобойными судами, ведущими запрещённый промысел у побережья Антарктиды.
Первый полёт по маршруту Хобарт — Уилкинс состоялся 11 января 2008 года. Самолет Airbus A319 преодолел расстояние в 3400 км за 4,5 часа. На борту находилось 19 пассажиров, в том числе австралийский министр окружающей среды Питер Гарретт, а также группа учёных во главе с руководителем австралийского института антарктических исследований.
В настоящее время полёты Тасмания — Антарктида выполняются регулярно с октября по март один раз в неделю на самолёте А-319 авиакомпании Skytraders из Международного аэропорта города Хобарт. Данный рейс недоступен для туристов, он обслуживает только учёных и участников исследовательских экспедиций.